# Avoca, Arkansas
Avoca är en kommun (town) i Benton County i Arkansas. Vid 2020 års folkräkning hade Avoca 487 invånare.